# Martin Štěpánek (apnéiste)
Pour les articles homonymes, voir Štěpánek.
Martin Štěpánek, né le 5 juin 1977 à Náchod en Tchécoslovaquie, est un apnéiste tchèque.
À Charm el-Cheikh en Égypte, il devient recordman du monde d'apnée en poids constant en atteignant 122 mètres le 22 mai 2009, et recordman du monde d'apnée en immersion libre en atteignant 110 mètres le lendemain.